# Осика Дем'ян Васильович
Дем'ян Васильович Осика (1 листопада 1915 — 21 серпня 1988) — радянський військово-морський льотчик, Герой Радянського Союзу (1944). Брав участь у радянсько-фінській та німецько-радянській війні.

## Життєпис
Народився 7 листопада 1920 року на поселені при вузловій залізнодорожній станції Іловайська (нині місто Іловайськ, Донецька область України) у родині робітників. Українець. Закінчив школу ФЗУ. Працював машиністом паровозу на станції Іловайська.
З 1936 року у ВМС РСЧА. Закінчив Єйське військово-морське авіаційне училище в 1938 році.
Брав участь у Радянсько-фінській війні 1939—1940 років
На фронтах німецько-радянської війни з червня 1943 року. Помічник командира 46-го штурмового авіаційного полку (14-ї змішаної авіаційної дивізії ВПС Північного флоту) капітан Д. В. Осика до червня 1944 року здійснив 11 бойових вильотів у ході яких потопив 2 транспорти, танкер і сторожовий катер противника.
Після війни продовжував службу у ВМФ СРСР.
В 1954 році закінчив Військово-морську академію.
З 1958 року полковник Д. В. Осика у запасі. Жив у місті Керч. Працював інспектором рибпортнагляду.

## Звання та нагороди
22 липня 1944 року Дем'яну Васильовичу Осиці присвоєно звання Героя Радянського Союзу.
Також нагороджений:
- орденом Леніна
- 4-ма орденами Червоного Прапора
- орденом Ушакова 2-го ступеня
- орденом Вітчизняної війни 1-го ступеня
- орденом Червоної Зірки